# Mao Zedong
Mao Zedong (vereenvoudigd Chinees: 毛泽东; traditioneel Chinees: 毛澤東; pinyin: Máo Zédōng) (Shaoshan, 26 december 1893 – Peking, 9 september 1976) was een Chinese rebellenleider, dictator, partijleider en grondlegger van de Volksrepubliek China waarvan hij de eerste leider was. Mao vormde ruim 26 jaar het gezicht van de Volksrepubliek China.
Mao Zedong (of zoals in de toentertijd in Nederland en Vlaanderen gebruikelijke transliteratie: Mao Tse-tung of Mao Tse-toeng) was de leider van de Communistische Partij van China (CCP) vanaf 1935.
Mao ontwikkelde zich gestaag van een idealistische jongeman in de jaren 1920 die verbitterd was over de technologische, industriële achterstand en recente historie van het land, tot een machtswellusteling en radicale rode ideoloog in de jaren 1960.
Mao leidde het land van 1949 tot en met 1976 op totalitaire wijze, met geweld en terreur als middelen om zijn politieke doelen te verwezenlijken. Door Mao geleide politieke campagnes, zoals de Grote Sprong Voorwaarts en Culturele Revolutie, worden gezien als oorzaak van naar schatting 40 tot 70 miljoen doden. Verhongeringen tijdens de Grote Sprong Voorwaarts, massale zelfmoorden als gevolg van de Drie-anti- en Vijf-anti-terreurcampagnes, massa-executies van grootgrondbezitters, een sociale klasse waaraan hij al jaren voor de zeer massale executie-campagne een doodshekel had (hij had in zijn jeugd gezien hoe ondervoede en landloze boeren ten onder gingen aan buitensporige pacht) en met als gevolg dat hij in de jaren 1950 het bevel gaf alle grootgrondbezitters uit elke hoek en elk gaatje van het land op te sporen en te doden Politieke vervolging tijdens zowel de Anti-Rechtse Campagne als de strijdbijeenkomsten waren het gevolg van zijn beleid. Ook de historische cultuur en de gemeenschap van China zijn door zijn beleid radicaal veranderd, en relikwieën en religieuze plaatsen zijn door zijn beleid vernield in een poging 'het bewustzijn van de natie' te 'moderniseren'.
Gedurende de jaren dat Mao de macht in China in handen had, zijn er ook positieve veranderingen bereikt. Dit omvat onder meer de verbetering van de toegang tot gezondheidszorg en een drastische verhoging van de levensverwachting. Daarbij verdubbelde in die tijd de bevolking van China bijna van ongeveer 550 miljoen tot meer dan 900 miljoen Maoïsten benadrukken zijn rol als theoreticus, staatsman, dichter en visionair.
Na zijn dood maakte China een economische en politieke transitie door onder Deng Xiaoping: van een geplande economie naar een gemengde economie en van totalitarisme naar autoritarisme.

## Jeugd en achtergrond
Mao Zedong was de zoon van een welvarende middelgrote boer uit het plaatsje Shaoshan in de provincie Hunan. Zijn familie woonde al 500 jaar in het dal van Shaoshan. Mao's strenge vader, Mao Yichang (1870-1920), was de rijkste boer van het dorp geworden door de handel in rijst, en de familie bewoonde een relatief ruim huis. Mao's moeder heette Wen Qimei (1867-1919).
Tijdens zijn jeugd sloot Mao zich aan bij het Revolutionaire Leger van de Kwomintang (een nationalistische beweging onder leiding van Sun Yat-sen). Na de revolutie van 1911, waardoor China een republiek werd onder respectievelijk Sun Yat-sen en Yuan Shikai, hervatte Mao zijn studie en sloot hij zich aan bij revolutionaire studieclubs. In 1918 vertrok Mao van Hunan naar Peking. Mao werd een sympathisant van de linkse 4 Mei-beweging in Peking. Hij trouwde met de dochter van professor Jang Tsjang-jin. Dankzij de bemiddeling van zijn schoonvader vond hij een baan als assistent op de universiteitsbibliotheek van de Universiteit van Peking. Als personeelslid nam Mao deel aan anarchistische en marxistische studie- en actiegroepen, en hoewel hij niet ingeschreven was als Beida-student woonde hij ook soms seminaries of lessen bij van intellectuelen zoals Chen Duxiu, Hu Shi en Qian Xuantong.
De Britse schrijver Philip Short portretteerde de jonge Mao als een opstandige knaap, die niet wist hoe hij uiting moest geven aan zijn onvrede. Als 17-jarige steunde hij het keizerrijk nog. Een jaar later zakte het oudste regime uit de wereldgeschiedenis in. Mao groeide op in de jaren van anarchie, burgeroorlog en volksopstanden. Krijgsheren legden de bevolking hun wil op. De voedingsbodem voor een revolutie werd rijp.

## Politiek leven

### Communist
Tussen 1920 en 1921 reisde Mao door China en maakte kennis met het dagelijks leven van de arme landarbeiders, de kleine boeren, handwerklieden en arbeiders. Terug in Peking (1921) begon Mao zich in te zetten voor de rechten van de proletariërs en boeren, met deze poging tot activisme had hij echter weinig succes. In juli 1921 woonde de 27-jarige Mao het eerste congres van de Communistische Partij van China (CCP) bij en liet zich inschrijven als lid. Zijn politieke talent werd opgemerkt door de vertegenwoordiger van de Comintern die de CCP adviseerde, de Nederlander Henk Sneevliet (in China beter bekend als Maring). In 1923 werd Mao in het Centraal Comité van de CCP gekozen, maar werd daar in 1924 als 'opportunist' bekritiseerd en eruit gezet. Door een hem goed gezinde Wang Jingwei (de opvolger van Sun Yat-sen) werd hij in 1925 teruggehaald, nadat hij in zijn omgeving (hij was teruggegaan naar zijn familiehuis in Shaoshan) een aantal plaatselijke partijafdelingen had opgericht.
De CCP werkte in de jaren 1920 nauw samen met de nationalistische Kwomintang van Sun Yat-sen. Er werd besloten dat CCP-leden lid konden worden van de Kwomintang, zonder dat de twee partijen zouden gaan fuseren. In 1925 was Mao een van de zeven CCP'ers die in het Centraal Uitvoerend Comité van de Kwomintang werden gekozen, omdat hij consequent een pro-sovjet standpunt innam. Van 1925 tot 1927 was Mao Zedong directeur van het Boerenopleidingsinstituut van de Kwomintang. De Sovjet-Unie had de nationalisten en de CCP opdracht gegeven aandacht aan de boerenstand te schenken. Ze mikten erop de Chinese boeren op basis van bezit in verschillende klassen onder te verdelen: de rode (goede) klassen voor de arbeiders, soldaten, arme boeren, martelaren van de revolutie, en functionarissen van de Communistische Partij, en de zwarte (slechte) klassen voor de pachtheren, rijke boeren, rechtse elementen, contrarevolutionairen en misdadigers. Ze probeerden de armere klasse op te zetten tegen de degenen die het beter hadden. Op 1 december 1925, terwijl hij voor de nationalisten werkte, publiceerde Mao voor de eerste maal een artikel over boeren in de eerste aflevering van het nationalistische tijdschrift Chinese Boeren.
In 1927 maakte Mao een inspectiereis naar zijn geboorteprovincie Hunan. Hier schreef hij zijn beroemd geworden Rapport over een onderzoek naar de boerenbeweging in Hunan. Dit rapport was een vroeg-maoïstisch werk.
Vanaf eind jaren 1920 ontwikkelde Mao diverse politieke theorieën (het maoïsme). De belangrijkste door Mao ontwikkelde theorie is die over het belang van de boeren in de revolutie. Hierin week Mao af van het traditionele marxisme en het marxisme-leninisme, die uitgaan van een arbeidersrevolutie. Mao ontwikkelde de theorie van de guerrillastrijd en werkte de theorie van de dictatuur van het proletariaat verder uit.

### De Lange Mars, voorzitter van de CCP

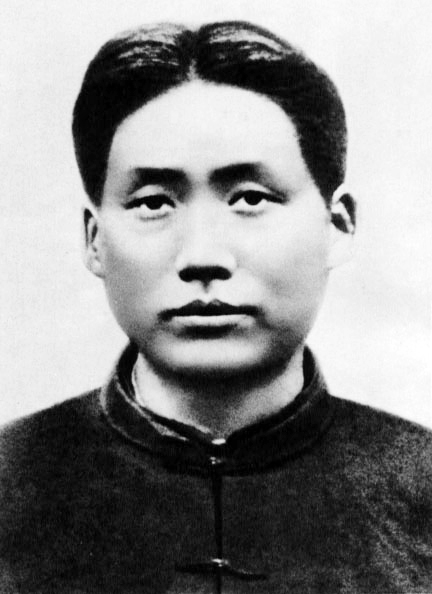
Mao in 1927

In 1927 kwam Kwomintangleider Chiang Kai-shek (vaak gespeld als Tsjang Kai-Sjek) aan de macht. Chiang moest niets hebben van de communisten en verbrak het bondgenootschap met hen. Vanaf 1927 was er sprake van de Chinese Burgeroorlog tussen de nationalisten (Kwomintang) en de communisten.
Samen met Zhu De richtte Mao het Chinese Rode Leger (Sovjet-Unie van Arbeiders en Boeren) op. Mao en zijn mannen kwamen in 1927 te Changsha in opstand, maar deze opstand mislukte. Mao trouwde daarna voor de derde keer, nadat zijn tweede vrouw tijdens de strijd tegen de nationalisten was overleden. Omdat de guerrilla tegen de nationalisten niet voorspoedig verliep, nam een groep van 28 bolsjewieken de macht in de CCP over. Mao's positie in het Centraal Comité werd hierdoor ernstig verzwakt. In 1930 vestigden de communisten zich te Jiangxi, waar in 1931 de Sovjetrepubliek China werd uitgeroepen, met Mao als voorzitter en Ruijin als hoofdstad. Langzaam maar zeker wist Mao zijn macht te herwinnen. De Jiangxi Sovjet lag voortdurend onder vuur door de aanvallen van Chiang Kai-Sheks nationalistische leger. Het gebied werd volledig omsingeld. In oktober 1934 waagden de communisten een uitbraak. Onder leiding van Mao, Zhu De en Zhou Enlai trokken de communisten van het zuidoostelijk gelegen Jiangxi naar het noordwestelijke Shaanxi. Deze tocht, die de geschiedenis inging als de "Lange Mars", duurde meer dan een jaar. Deze uitbraak heeft een dubbele kant. Het nationalistische leger (de witten) regisseerde deze uitbraak. Chiang Kai-shek probeerde de roden in de provincie Sjensi te drijven, zodat zij een legitieme reden hadden dat gebied aan te mogen vallen. Dit mislukte echter. De Mars verliep onder erbarmelijke omstandigheden. Terwijl de hogere rangen gedragen werden, kropen de soldaten door de modder heen. De vrouw van Mao raakte zwanger. Zij moest de baby achterlaten. Men legde volgens de communisten ongeveer 10.000 kilometer af. Volgens twee Britse wandelaars die de tocht in 2003 na 384 dagen volbrachten, was de mars zo'n 6000 kilometer lang.
Onderweg werd in januari 1935 een belangrijke conferentie gehouden. Op deze conferentie werd Mao Zedong tot voorzitter van de CCP gekozen. Vanaf dat moment was hij de onbetwiste leider van de Chinese communistische beweging.
Eind 1935 bereikten de communisten Yan'an in de provincie Shaanxi, waar Mao zijn hoofdkwartier opzette. In de daarop volgende jaren gaf Mao gestalte aan zijn politieke en militaire ideeën. Hij bestudeerde het marxisme, schreef meerdere geschriften, waaronder Strategische problemen van de Chinese revolutie, Over de praktijk, Over de tegenstellingen, Over de nieuwe democratie.
Hij liet Edgar Snow in 1936 een boek schrijven Red Star over China met een hoge propagandistische waarde, dat in de westerse wereld sympathie wekte voor Mao en de Chinese communistische zaak.

### Samenwerking met de nationalisten
Van 1937 tot 1945 was China in oorlog met Japan, dat grote stukken van Oost-China had bezet en een vazalstaat in Mantsjoerije had gesticht. In juli 1937 sloten Mao en Chiang Kai-shek een bondgenootschap om in een verenigd front gezamenlijk de Japanners te bestrijden. De nationalisten en communisten sloten een wapenstilstand.
Tijdens de Tweede Wereldoorlog legde Mao in de door de communisten gedomineerde gebieden de grondslag voor de bestuurspraktijken waarmee de CCP ten slotte heel China zou gaan besturen. In 1939 scheidde Mao en trouwde daarna met Jiang Qing. Zij zou later een grote machtspositie bereiken. In 1942 begon de eerste rectificatiecampagne. Partijleiders werden gedwongen verregaande zelfkritiek uit te oefenen. Later zouden er nog meer rectificatiecampagnes worden gevoerd.
In 1945 werd Mao op het 7e partijcongres van de CCP tot staatshoofd van het door de communisten beheerste Chinese gebied gekozen.

### Voorzitter van de Volksrepubliek China

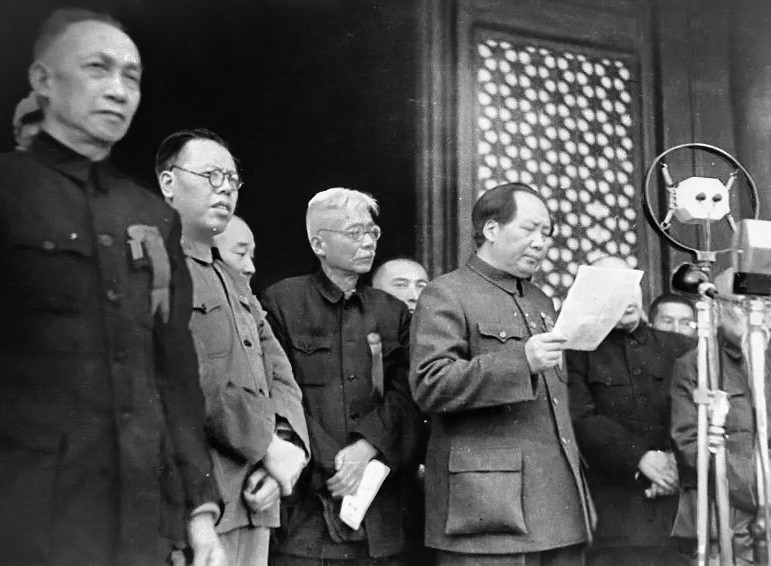
Mao verklaart de oprichting van de Volksrepubliek China op 1 oktober 1949.

Na de Japanse capitulatie in augustus 1945 viel het broze bondgenootschap tussen Chiangs nationalisten en Mao's communisten uiteen. Mao's positie was echter aanzienlijk versterkt, mede dankzij de Russische aanwezigheid in Mantsjoerije en Sinkiang, maar ook dankzij de propaganda die de communisten tijdens het bondgenootschap onder de boeren en arbeiders hadden verspreid. Ondanks de Amerikaanse bemiddeling duurde de burgeroorlog voort tot december 1949, toen de laatste restanten van Chiangs leger zich terugtrokken en naar Taiwan werden overgebracht.
Tijdens de laatste maanden van de burgeroorlog vestigde Mao zich even buiten Peking (in Xiangshan). Tot oktober 1949 werd China bestuurd door een militaire regering geleid door Mao. Op 1 oktober 1949 proclameerde Mao vanaf de Poort van de Hemelse Vrede (Tiananmen) de Volksrepubliek China en werd er een voorlopige grondwet aangenomen. Mao Zedong werd tot voorzitter van de centrale regering gekozen, dat wil zeggen tot  staatshoofd. Mao verenigde het voorzitterschap van de republiek en het voorzitterschap van de CCP in zijn persoon en vestigde zich in Zhongnanhai, een ommuurd traditioneel complex in Peking.
De nieuwe regering werd volledig geleid door de CCP, en in het bijzonder door het Permanente Comité van het Politbureau, het dagelijks bestuur van de communistische partij. China werd in naam geen eenpartijstaat; in het Volkscongres voor Politieke Adviezen werden 8 "democratische" partijen opgenomen, met een adviserende functie.
Vrijwel direct na zijn aantreden als voorzitter van de republiek vertrok Mao naar Moskou voor besprekingen met de toenmalige Sovjetleider Jozef Stalin. Mao en Stalin kwamen overeen dat de laatste zijn troepen uit het noordoostelijke Mantsjoerije en het noordwestelijke Sinkiang zou terugtrekken. Mao was erg wantrouwig, omdat de Sovjet-Unie de CCP tijdens de burgeroorlog niet had gesteund. Hij verdacht Stalin ervan dat hij liever zag dat slechts de helft van China communistisch werd, omdat een ongedeeld China te groot was om als Sovjet-satelliet te kunnen fungeren. Verder zou Mao in ruil voor de terugtrekking de onafhankelijkheid van Mongolië erkennen.
In januari 1950 keerde Mao naar China terug. De regering pakte de omvorming van China tot een communistische staat behoedzaam aan. In de voorlopige grondwet werd China ook niet specifiek omschreven als een socialistische staat, maar meer als een socialistische staat in wording.
In 1954 nam China een nieuwe grondwet aan. Mao werd opnieuw voorzitter van de Volksrepubliek. De nieuwe grondwet omschreef China als een socialistische volksrepubliek en het gematigde beleid werd overboord gezet. In 1956-1957 was er nog korte tijd de mogelijkheid openlijk discussie te voeren omtrent het beleid en over de richting die de Volksrepubliek op moest gaan tijdens de Honderd-bloemencampagne, hoewel hier halverwege 1957 plotseling een hardhandig einde aan kwam en vele kritische intellectuelen met dwangarbeid bestraft werden.

## Mao's bewind

### De Grote Sprong Voorwaarts
In de jaren 1950 werden de Campagne voor de onderdrukking van contrarevolutionairen en de Campagne tegen rechtse elementen gestart. Rechtse elementen waren de bureaucratie (in de ogen van Mao vertraagden zij het revolutionaire beleid), bepaalde elementen in het leger, en een deel van de partijleiding. In 1958 begon de Grote Sprong Voorwaarts. De Grote Sprong Voorwaarts was typisch maoïstisch te noemen, omdat Mao via enkele "grote sprongen" China wilde omvormen tot een moderne, zelfvoorzienende en gecollectiviseerde natie en daarmee met één sprong China tot supermacht maken. Onafhankelijke boerenbedrijven werden afgeschaft en samengevoegd tot "volkscommunes". Op de achtererven van de boerderijen werden staaloventjes opgericht. In die oventjes moesten de boeren uit ijzererts ijzer ("staal") halen. Via dit simpele - en qua investeringen goedkope - beleid wilde Mao China omvormen tot de grootste staalproducent ter wereld. Een groot probleem was het gebrek aan ijzererts. Om toch de productiedoelen te halen werden ook metalen producten als bestek, pannen en fietsen gebruikt om gesmolten te worden en op die manier "staal" te winnen. De producten van deze ovens waren van slechte kwaliteit. Dit beleid leidde tot grote hongersnoden, omdat de investeringen in de bewapeningsindustrie ten behoeve van Mao's supermachtsprogramma aan de Sovjet-Unie en het Oostblok betaald moest worden met het enige dat China kon leveren: voedsel dat massaal opgeëist werd bij de boeren, en de bevolking daarmee op een tekortkomend rantsoen gezet werd (vooral aan calorieën en eiwitten was gebrek). Daarnaast was een probleem dat de mankracht die werd ingezet voor de staalproductie, onttrokken werd aan de landbouw, waardoor voedsel in delen van het land niet kon worden geoogst.
De Grote Sprong, maar vooral de gevolgen ervan voor de bevolking, riep kritiek op binnen de CCP. In 1959 trad Mao daarom af als voorzitter van de volksrepubliek en werd in die functie opgevolgd door Liu Shaoqi. Mao's positie was nu verzwakt, maar hij bleef voorzitter van de CCP. Ook werd minister van Defensie Peng Dehuai, die openlijk kritiek op Mao had geuit, uit zijn functie gezet en opgevolgd door Lin Biao, een trouwe volgeling van Mao (naar de buitenwereld toe, althans).

#### Staalovens
Het produceren van staal was in 1958 de eerste campagne als onderdeel van de Grote Sprong Voorwaarts. Mao gelastte dat iedere commune, fabriek, school, ziekenhuis en overheidsinstelling een eigen hoogoven moest bouwen om staal te produceren. De wens van Mao was om de staalproductie van Groot-Brittannië te overschrijden. Omdat de hoogovens boven een minimumtemperatuur moesten blijven was dit een zeer tijdrovende werkzaamheid, waardoor het eigenlijke werk nauwelijks meer gedaan werd. Tegelijk was het geproduceerde staal van dermate slechte kwaliteit dat er weinig mee gedaan kon worden. Doordat ook de boeren verplicht werden staal te maken in plaats van hun velden te bewerken, was dit een van de oorzaken van de hongersnood, die duurde van 1959 tot 1961.

#### De Grote Mussencampagne
De Grote Mussencampagne (Vereenvoudigd Chinees: 打麻雀运动) was een campagne ondernomen als onderdeel van de Grote Sprong Voorwaarts. Er moesten met deze sprong voorwaarts vier 'plagen' worden uitgeroeid: ratten, vliegen, muggen en mussen. Mussen werden aan de lijst toegevoegd omdat ze graszaden eten en daarom de landbouw zouden verstoren. Er werd besloten dat alle boeren in China pannen en potten moesten gebruiken om lawaai te maken om de mussen in angst te doen wegvliegen. Ze zouden te bang zijn om te landen en uiteindelijk uit de lucht vallen van uitputting. Plichtsgetrouw of uit angst volgden veel Chinezen dit bevel op, waardoor de mus bijna werd uitgeroeid.
Zonder de mussen was de oogst beter dan het jaar daarvoor, maar Mao had een belangrijk feit over het hoofd gezien. Zonder de mussen werden sprinkhanen niet meer opgegeten, en het jaar dat volgde werd het Chinese platteland getroffen door sprinkhanenplagen met hongersnood als gevolg. Tussen 1959 en 1961 stierven 45 miljoen Chinezen de hongerdood als gevolg van de Grote Mussencampagne en de collectivisatie van het boerenleven en de leveringen van voedsel aan de Sovjet-Unie. Volgens recenter onderzoek van de Chinese journalist Yang Jisheng stierven er tussen 1958-1962 36 miljoen mensen de hongerdood.

### De Culturele Revolutie

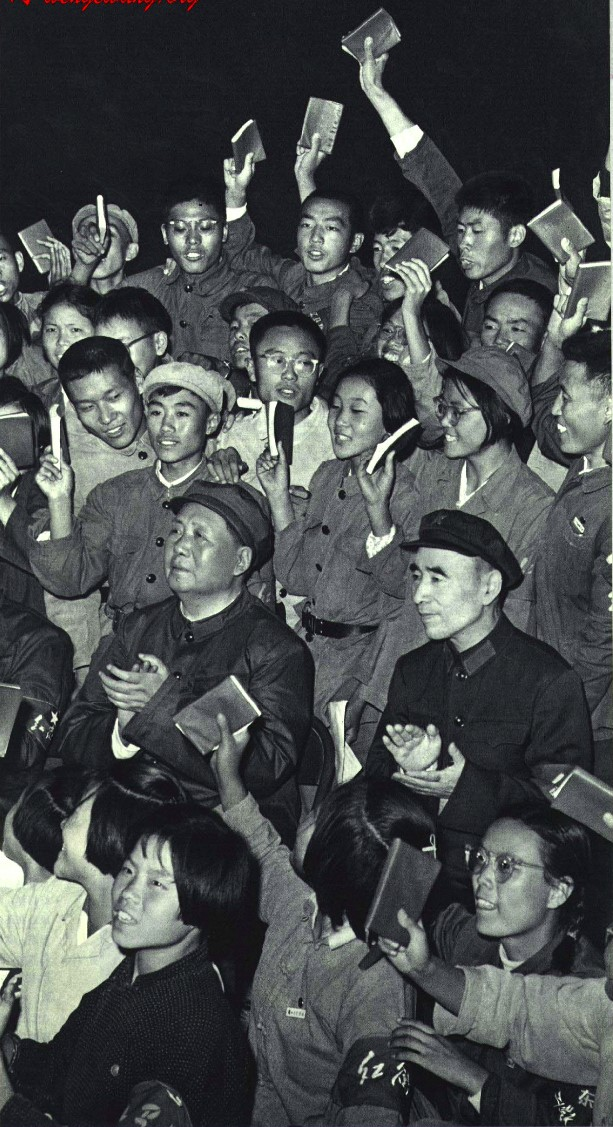
Een publieke verschijning van Mao en Lin Biao onder Rode Gardisten.

Mao Zedong reisde in zijn luxueuze trein door China en logeerde als gast bij lokale partijsecretarissen. Hij sprak met het volk en hoorde hun klachten aan. Mao, die sterk geloofde in zijn "missie", besloot dat hij de macht moest terugwinnen en de oude partijleiding (met name Liu Shaoqi die hem eerder beentje gelicht had), van de troon moest stoten. In april 1966 werd het 'Dood aan de Cultuur'-manifest van Mao's vrouw Jiang Qing openbaar gemaakt in opdracht van Mao. Dit anticulturele manifest heeft de naam gegeven aan deze campagne. Mao richtte eind mei 1966 een kantoor op ten behoeve van de Grote Zuivering: De Kleine Groep voor de Culturele Revolutie. Een van Mao's naaste medewerkers, maarschalk Lin Biao, lid van De Kleine Groep, publiceerde in 1966 het boekje Citaten van voorzitter Mao. Dit boekje, dat korte uitspraken van Mao bevat en gerangschikt is in hoofdstukken, zou de geschiedenis ingaan als het Rode Boekje. Linkse studenten begonnen het Rode Boekje als een heilig geschrift te beschouwen en beschouwden het als hun ultieme politieke inspiratiebron. Jongeren richtten Rode Gardes op en eigen tribunalen om "contrarevolutionaire elementen" te berechten, dit ook deels uit verveling, daar Mao alle vormen van ontspanning had verboden. Alle tijd moest aan de revolutie gewijd worden. Mao werd de "Grote Roerganger" van de Culturele Revolutie en wist meer macht naar zich toe te trekken. Al gauw werden voorzitter Liu Shaoqi, Deng Xiaoping, Hua Guofeng en anderen tot "volksvijanden" en "contrarevolutionairen" betiteld, en kwamen in de gevangenis terecht. Het voorzitterschap van de republiek kwam tijdelijk te vervallen. De leemte werd opgevuld door de vicevoorzitter.
De partij wist de massa’s opnieuw te mobiliseren door middel van directieven, kaderactivisme, propaganda en terreur. De Rode Garde, een burgerbeweging die vooral bestond uit jongeren, werd aangemoedigd het "oude China" te vernietigen. In de praktijk kwam dit neer op het vernielen van eeuwenoude gebouwen als tempels en het bestormen van scholen, fabrieken en partijgebouwen. Huizen werden bestormd, alle antiek vernield, bibliotheken en universiteiten werden verwoest. In de Culturele revolutie werd een groot deel van het Chinese culturele erfgoed verwoest. Vervolgens vielen de gardes mensen aan die als verraders van het communisme werden beschouwd. De jongeren vernederden en vermoordden hun eigen leraren en zelfs hun ouders. De schattingen over het aantal sterfgevallen ten gevolge van de gewelddadigheden tijdens de Culturele Revolutie variëren tussen de 1,7 miljoen en 8 miljoen mensen. Alhoewel de Culturele Revolutie in de jaren 1970 officieel was voltooid, zette de partij het beleid voort om dissidenten naar de kaderscholen te sturen. Maar in feite waren deze scholen niets anders dan werkkampen waar critici gehersenspoeld werden om het communisme kritiekloos te aanvaarden.
Gedurende de Culturele Revolutie werden leraren, intellectuelen, artsen en hoogleraren, alsook opstandige boeren en opstandige arbeiders opgesloten in concentratiekampen/werkkampen (officieel "heropvoedingskampen" of kaderscholen genoemd) of simpelweg vermoord. Ook was deze periode bijzonder slecht voor de Chinese economie. De landbouw lag in de jaren 1966-1969 vrijwel stil en er heerste hongersnood. Op het 9de partijcongres verklaarde Mao dat de Culturele Revolutie tot een einde was gekomen.

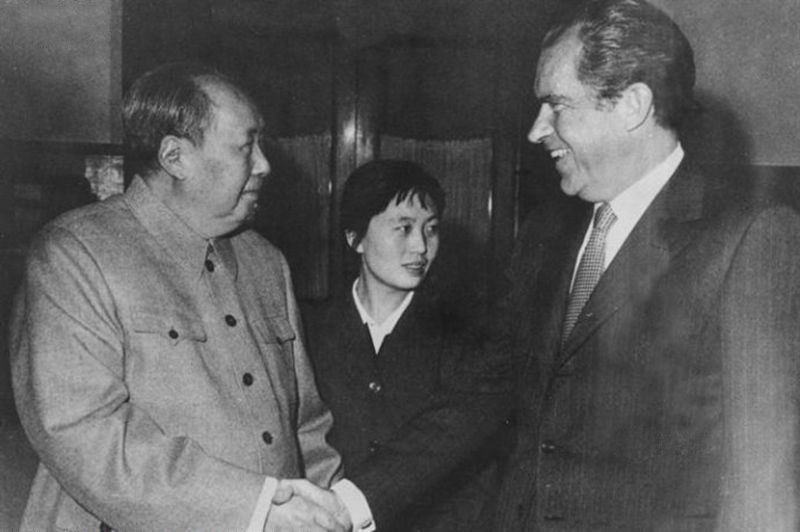
Een ontmoeting tussen Nixon en Mao in 1972

Begin jaren 1970 kwam Lin Biao om bij een mysterieus vliegtuigongeluk. Lin was mogelijk betrokken geweest bij coupplannen, gericht tegen Mao Zedong.
Vanaf 1975 werd de Chinese politiek beheerst door een ernstig conflict tussen de zogenaamde Bende van Vier, waartoe ook Mao's vrouw Jiang Qing behoorde, en de gematigden, waartoe premier Zhou Enlai behoorde. Zhou overleed op 8 januari 1976 en dit betekende een (tijdelijke) overwinning voor de Bende van Vier.

### Slachtoffers
Het bewind van Mao Zedong heeft op korte en lange termijn gevolgen gehad voor de Chinese samenleving en het verloop van de geschiedenis van het land. Schattingen van het aantal doden lopen uiteen van 40 tot 72 miljoen.
Ook pleegden honderdduizenden mensen, al dan niet gedwongen, zelfmoord. Dit kwam voornamelijk voor tijdens de Drie Anti-Campagne van 1951 en de Vijf Anti-Campagne van 1952. Deze campagnes waren onder meer gericht tegen corruptie, bureaucratie en omkoping. Tijdens deze campagnes ontstond een klimaat waarin medewerkers hun collega's en bazen aangaven, vrouwen hun mannen en kinderen hun ouders. Daders werden gedwongen bekentenissen af te leggen bij strijdbijeenkomsten. Deze strijdbijeenkomsten werden na de dood van Mao verboden.

## Nalatenschap
Mao heeft de Communistische Partij van China de macht gegeven over een groot land, na een 23-jarige burgeroorlog met miljoenen doden, jarenlange spanningen, rebellie en consolidatie van macht op het Chinese vasteland na de burgeroorlog met ook de nodige doden, en hij heeft de partij dusdanig strak georganiseerd dat ze die macht kon behouden en infiltratie van buitenlandse partijen als CIA, Sovjet-Unie en Kuomintang succesvol kon neerslaan. In de jaren 1950 bijvoorbeeld werden in een kort tijdsbestek de nodige Stalin-infiltranten de dood ingejaagd door Mao. In de jaren 1960 gebeurde hetzelfde met CIA-infiltranten in Tibet.
Nadat de macht was geconsolideerd voor de Communistische Partij van China over het vasteland van China, droomde Mao van een machtig China, staal voor industrialisatie, productieve landbouw (hongersnoden met miljoenen slachtoffers waren schering en inslag in zijn tijd), atoomwapens en waterstofbommen (dat werd bereikt in de jaren 1960), raketten (dat werd bereikt aan het begin van de jaren 1970) en zware industrie om tanks, vliegtuigen en schepen te produceren (kopieën van primitieve gevechtsvliegtuigen, tanks en andere wapens rolden van de fabrieksbanden in de jaren 1960 en 1970). De Koreaanse oorlog bood hem die kans. Mao rekte de oorlog om meer technologie en fabrieken van Stalin (onder andere fabrieken voor de productie van kunstmest) los te krijgen. In de late jaren 1950 begon hij ook de Grote Sprong Voorwaarts om in rap tempo het land te industrialiseren met catastrofale gevolgen.
Mao was naast Chinese nationalist eveneens een zeer radicale extreemlinkse rode ideoloog, die andere geluiden keihard neer liet slaan met als gevolg groot menselijk leed. De Culturele Revolutie (1966-76) was de grootste manifestatie daarvan met als gevolg een decennia-lange anarchie, vernietiging van culturele artefacten en idealistische, gemakkelijk beïnvloedbare jeugd, die zich organiseerde als Rode Garde en jacht maakte op alles en iedereen die afweek van het maoïsme.
Vanaf begin jaren 1970 werd Mao fysiek en mentaal steeds zwakker en had de Bende van Vier veel macht. De macht van de Bende van Vier werd in 1978 doorbroken met hun arrestatie door Hua Guofeng, die op zijn beurt weer door middel van een coup van zijn positie werd gelicht door Deng Xiaoping.

## Ziekte en overlijden
Mao, die leed aan de ziekte van Parkinson (volgens zijn lijfarts Li Zhisui ging het echter om amyotrofe laterale sclerose), werd kort na Zhou Enlai's dood ernstig ziek. Mao kreeg zijn eerste hartinfarct halverwege mei 1976, tijdens een ruzie, zijn tweede op 26 juni en zijn derde op 5 september. Alle artsen wisten nu dat zijn dood nabij was. Mao overleed in zijn ziekbed om 00:10 uur op 9 september 1976, na een paar dagen in coma te hebben gelegen. Er werd besloten zijn lijden niet langer te verlengen. De openbaarmaking van zijn dood aan het publiek werd uitgesteld tot 16:00 uur. Zijn lichaam werd gebalsemd en te ruste gelegd in een mausoleum op het Tiananmenplein.
Direct na Mao's overlijden brak er een twee jaar durende machtsstrijd los tussen de Bende van Vier en hun tegenstanders, onder leiding van Deng Xiaoping. Dit resulteerde in een overwinning voor Deng en de zijnen: Mao's opvolger Hua Guofeng liet alle leden van de Bende van Vier arresteren en gevangenzetten.
Na de dood van Mao heeft de partijleiding van de Communistische Partij van China verklaard dat hij 30 procent slecht en 70 procent goed was.

## Status en gedachtegoed

### Maoïsme
Maoïsme is de Chinese variant van het stalinisme en kan het best omschreven worden als een 'creatieve aanpassing van het marxisme-leninisme aan Chinese omstandigheden'. Het Chinese communisme was sterk gericht op de boeren en op gewapende strijd en revolutie; dit in tegenstelling tot het beleid van de Sovjet-Unie en communistische partijen in West-Europa, dat eerder gericht was op de industriële arbeiders.
Net als het stalinisme richtte het maoïsme zich op een socialisme binnen een bepaalde staat. Deze interpretatie moet gezien worden in het licht van de lange strijd tegen de nationalisten van Chiang Kai-shek, waardoor de internationale revolutie wat op de achtergrond verdween.
In het China onder Mao werd de term maoïsme zelf niet gebruikt. In plaats daarvan werd doorgaans de term "Mao Tse-tung"- of "Mao Zedong-denken" gebezigd: Mao Zedong Sixiang in het Pinyin of Mao Tse-tung Ssu-hsiang in de Wade-Giles-romanisering.
Hoewel Mao ook na zijn dood in ere werd gehouden als de leider die China na lange tijd van vernedering en bezetting (bekend als de Eeuw van Vernedering) weer op de kaart zette, oefende de nieuwe partijleiding openlijk kritiek uit op de Grote Sprong Voorwaarts en de Culturele Revolutie. Op economisch gebied werd door de feitelijke leider Deng Xiaoping al snel een pragmatischer koers ingeslagen.

### Persoonsverheerlijking

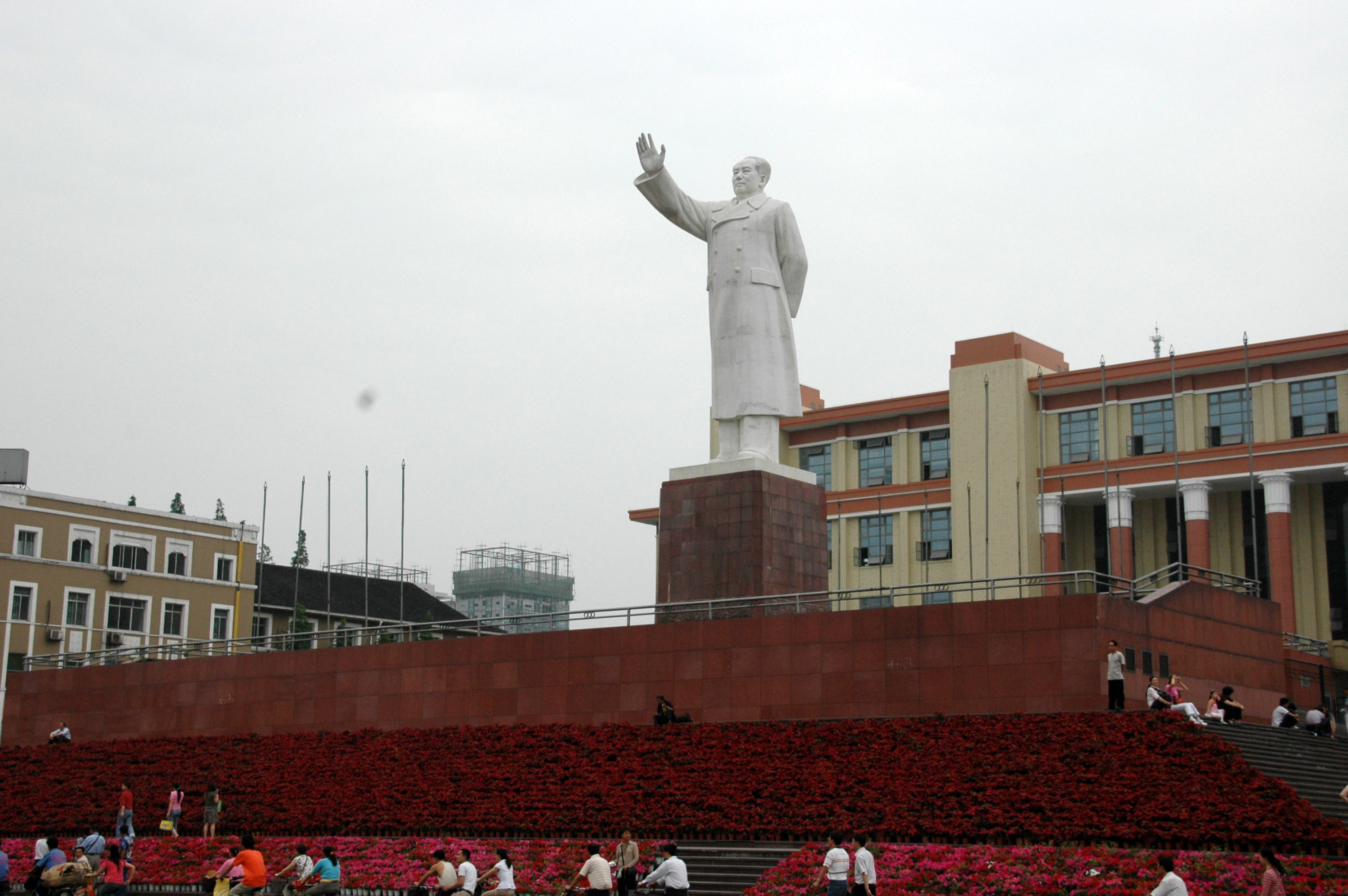
Standbeeld van Mao in Chengdu, een van de weinige die anno 2008 nog bestaan

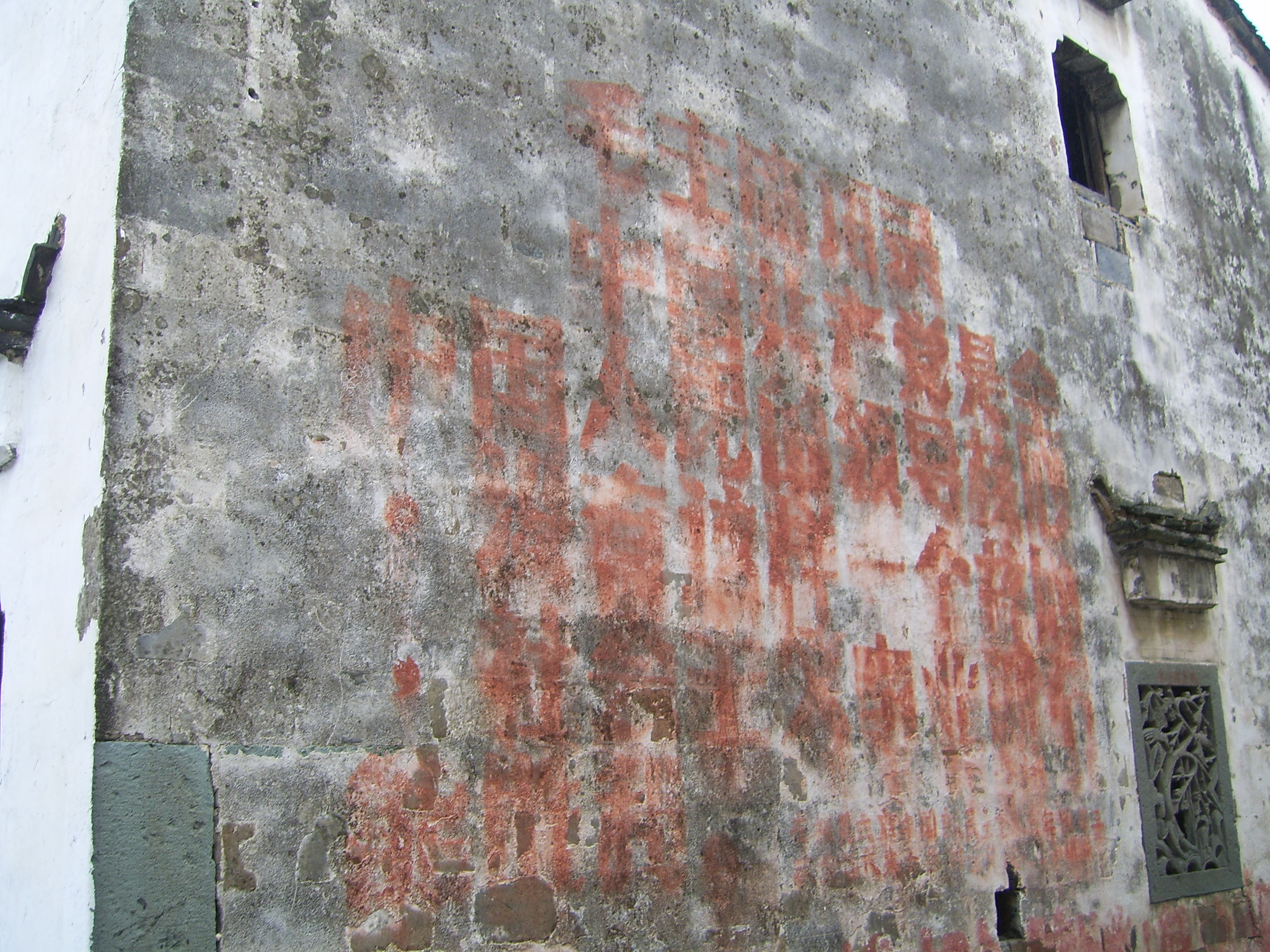
Citaten van Mao op huisgevel

Rondom de persoon van Mao was met name in de jaren 1960 en 1970 een persoonsverheerlijking ontstaan. Het onderwijssysteem was ingericht op deze persoonsverheerlijking. Op meerdere plaatsen in China zijn gelukbrengende amuletjes met zijn foto te koop en in bepaalde steden en op campussen staat een beeld van Mao.

## Mao als dichter
Mao was ook dichter en kalligraaf. Zijn gedichten zijn in Traditioneel Chinees geschreven.
De meeste van Mao's gedichten werden geschreven in de ci-stijl. Deze stijl was veel voorkomend tot aan het einde van de negentiende eeuw. Men vindt in deze stijl geen welbepaald rijmschema en ook de lengte van de regels kan verschillen. Het was dus een erg vrije stijl, die wel overeenkomt met de gedachten van de jonge Mao, die in zijn jonge jaren erg veel belang hechtte aan zijn eigen vrijheid.
Mao voelde persoonlijk niet veel voor de moderne Chinese gedichten. Hij zei hierover: "De nieuwe poëzie is vormloos. Niemand leest haar. Ik zou haar tenminste niet lezen, behalve als je me er geld voor zou geven." Over de kwaliteit van de gedichten van Mao variëren de meningen.

## Privéleven
Mao had tien kinderen van drie verschillende vrouwen: drie van Yang Kaihui, zes van He Zizhen en één van Jiang Qing. Zijn tweede vrouw Yang Kahui werd in 1930 door de Chinese nationalisten gedood, die gedurende de Chinese burgeroorlog eveneens twee broers en een nicht van hem executeerden. In 1939 huwde hij de actrice en intrigante Li Yunho, die als Jiang Qing grote macht verwierf.
Mao was in de late jaren 1910 veel te vinden in de bibliotheek van Changsha (hoofdstad van zijn geboorteprovincie Hunan) voor zelfstudie. Hij werkte in de jaren 1920 een periode in de bibliotheek van de Universiteit van Peking als assistent bibliothecaris onder Li Dazhao. Zijn disciplinaire vader Mao Yichang (1870-1920) verloor meermalen zijn beheersing, omdat zijn oudste zoon Mao Zedong in de avond en nacht recreatief aan het lezen was bij kaarslicht. Dit beschouwde Mao Yichang als een verspilling van kostbare tijd. De leesdrang van Mao verbreedde als jongeman zijn bewustzijn over historie, geografie en geopolitiek met verstrekkende gevolgen voor zijn ontwikkeling.
Vooral klassieke Chinese literatuur consumeerde Mao actief, ondanks zijn communistische normen en waarden. Toen Mao zijn zicht verloor in de laatste fase van zijn leven, eiste hij een literatuurexpert die aan hem zou voorlezen en te allen tijde beschikbaar zou zijn. Mevrouw Di Lu werd aangesteld voor die taak. Tijdens hun eerste ontmoeting in 1975 brabbelde Mao over de Tang-poet Liu Yuxi (772-842), maar Di Lu kon hem niet verstaan aangezien hij steeds moeizamer woorden ging articuleren. Het communiceren ging via papier.
Mao was een kettingroker gedurende zijn volwassen leven. Volgens zijn lijfarts Li Zhisui verslond hij ook veel jonge vrouwen, aangeleverd door zijn hoofd veiligheid Wang Dongxing, en kon hij ook niet van de jonge mannen afblijven. Hij was vaak te vinden naast het zwembad in Zhongnanhai (overheidscompound in traditionele Chinese architectuur gebouwd door Yuan Shikai) waar hij allerlei documenten over stand van zaken in het land en dergelijke aan het doornemen was. Hij reisde bij voorkeur met zijn privétrein door het land. Met de persoonlijke hygiëne van Mao was het volgens zijn lijfarts heel slecht gesteld. Hij weigerde zijn onderlijf te wassen en zijn soa's te laten behandelen. "Zolang ik er zelf geen last van heb maakt het mij niet uit. Ik was mijn onderlichaam met vrouwen," antwoordde Mao zijn lijfarts.
Mao Zedong zag zijn oudste zoon Mao Anying als een mogelijke opvolger, maar deze stierf tijdens een Amerikaans bombardement tijdens de oorlog in Korea in 1950. Mao's tweede zoon Mao Anqing (1923-2007) was door mentale gezondheidsproblemen niet geschikt als opvolger.
Overzicht van vrouwen en kinderen
1. Luo Yixiu (罗一秀, 20 oktober 1889 – 1910) van 1907 tot 1910
2. Yang Kaihui (杨开慧, 1901 – 1930) van 1921 tot 1927
  1. Mao Anying
  2. Mao Anqing
  3. Mao Anlong
3. He Zizhen (贺子珍, 1910 – 1984) van mei 1928 tot 1939
  1. Mao Anhong
  2. Li Min
  3. en vier andere kinderen
4. Jiang Qing: (江青, 1914 – 1991) van 1939 tot Mao's dood
  1. Li Na